# Rolls-Royce Boat Tail
Pour les articles homonymes, voir Rolls-Royce, Boat et Tail.
La Rolls-Royce Boat Tail (poupe de bateau, en anglais) est un cabriolet de luxe du constructeur automobile britannique Rolls-Royce. Variante GT cabriolet personnalisée des Rolls-Royce Phantom VIII de 2018, elle est construite à 3 exemplaires en 2021, au prix unitaire de 26 millions € (la voiture neuve la plus chère du monde),.

## Présentation
Ce modèle est conçu et fabriqué par l'usine Rolls-Royce de Goodwood en Angleterre, sur une base de Rolls-Royce Phantom VIII de 2018, avec une carrosserie GT cabriolet au design néo-rétro inspiré des précédentes Rolls-Royce Dawn de 2015 et du monde de la plaisance nautique de luxe des bateaux runabout, yacht, et modèles de Rolls Royces Skiff-runabout des années 1910 et années 1920, avec pont arrière, capote amovible, portières antagonistes et traditionnel Spirit of Ecstasy...

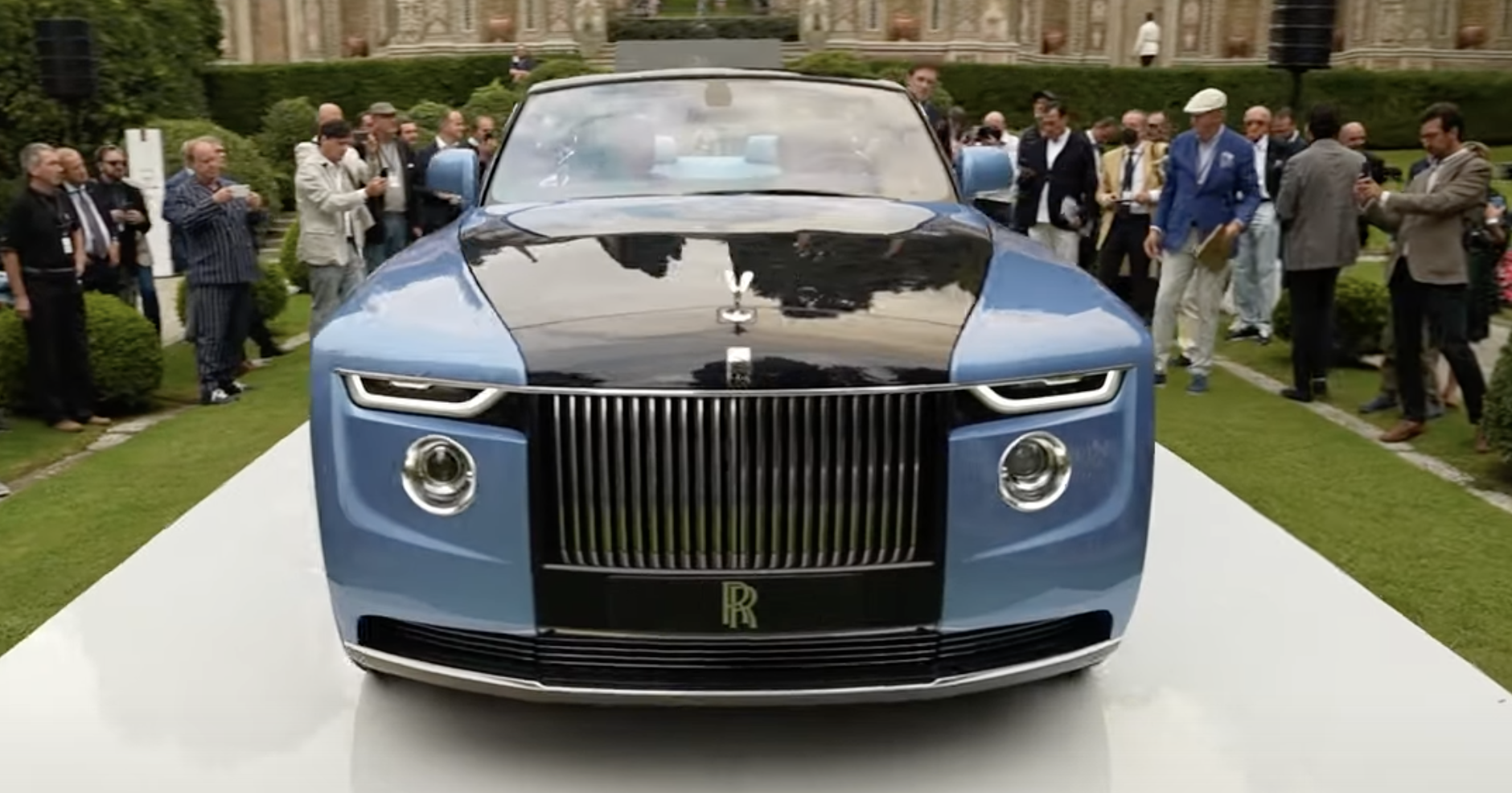
Vue avant
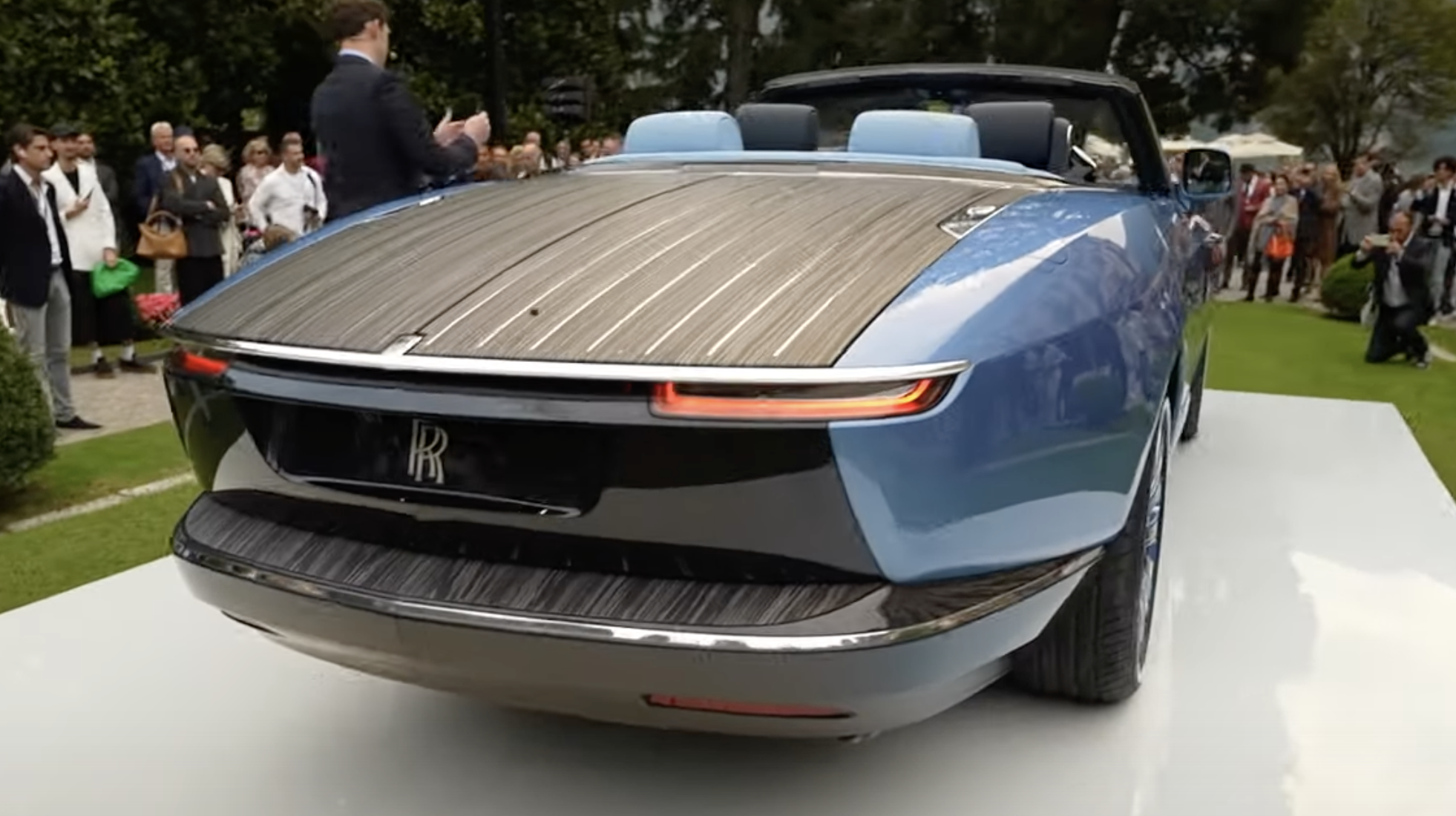
Vue arrière
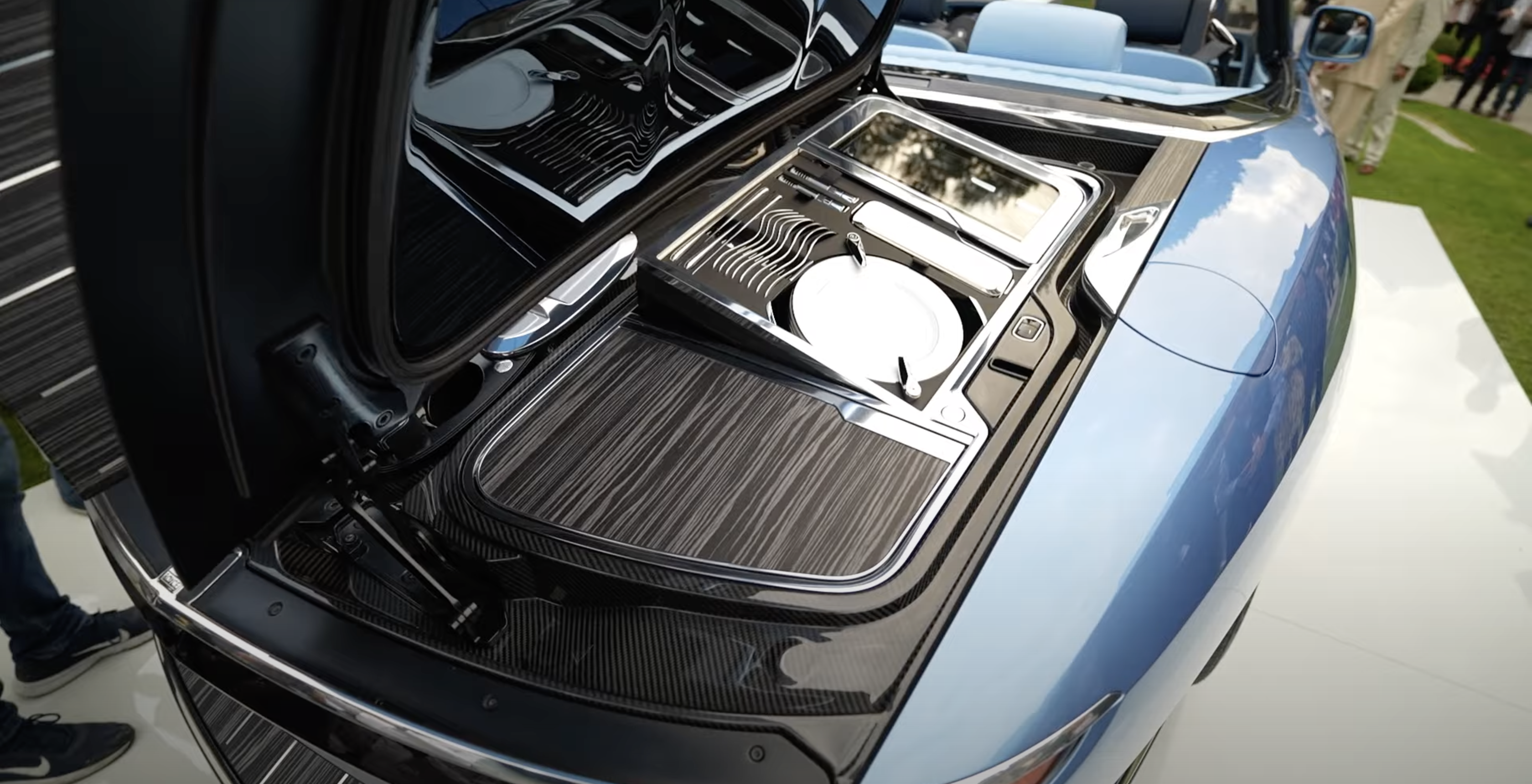
Coffre aménagé

Elle reprend le moteur V12 bi-turbo BMW 6,8 L de 571 ch des Rolls-Royce Phantom VIII.
L'habitacle peut être entièrement personnalisé avec des habillements et équipements Rolls-Royce de luxe tels que déploiement automatique de table, fauteuils, parasol, service de table et argenterie Christofle, réfrigérateur, bouteille de Champagne Armand de Brignac, système audio Bose, montre Bovet, stylo Montblanc,,,,,,.

## Voiture neuve la plus chère du monde
Cette voiture succède à la précédente Rolls-Royce Sweptail de 2017, et devient avec son tarif de 26 millions € HT (28 millions de dollars) le nouveau record de voiture neuve la plus chère du monde, après la Bugatti La Voiture Noire de 2021 (à 11 millions € HT),. Les propriétaires du premier exemplaire livré ne sont autres que le couple Beyoncé et Jay-Z.